# Раскупорис I
Раскупорис I или Раскупор III (на старогръцки: Ῥασκούπορις, Ῥασκύπορις; на латински: Rhascypolis, Rhascipolis) е през 1 век пр.н.е. тракийски цар от Одриско-сапейската династия от 48 пр.н.е. до 41 пр.н.е.
Син е на цар Котис I (?-48 пр.н.е.) и внук на Реметалк. Той наследява баща си заедно с брат му Раскос.
През Римската гражданска война между Юлий Цезар и Помпей Велики (49 – 48 пр.н.е.) Раскупорис I е на страната на Помпей, когото подсилва при Дирахиум с 200 конници.
През 43 пр.н.е. той помага на Брут при подчиняването на тракийското племе беси. През 42 пр.н.е. се присъединява към войската на Цезаровите убийци. В битката при Фарсала участва на страната на Помпей. В битката при Филипи между Брут и Касий от една страна и Антоний и Октавиан от друга, той участва с около 3000 конници на страната на републиканците (Брут и Касий), а неговия брат Раскос е на страната на триумвирите. След разгрома на републиканциите е спасен от брат си като награда за неговото (на Раскос) участие в битката.
При заобикалянето на проходите източно от Филипи Раскупорис I със своте познания за местността той е в голяма полза на Брут и Касий. Раскупорис I ръководи войската на Луций Калпурний Бибул, доведения син на Брут. След втората битка при Филипи от октомври/ноември 42 пр.н.е. обаче Раскупорис преминава на другата страна и благодарение на посредничеството на своя брат получава прошка от победителите.
Наследен е от сина си Котис II (42 пр.н.е.–15 г.). Тракия става клиентско царство на Рим от 11 пр.н.е.